# Kukurá

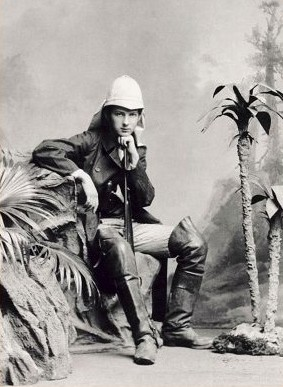
Alberto Vojtěch Frič

Kukurá (též Cucurá nebo Kokura) je falešný jazyk, kterým se údajně mělo mluvit v Brazílii.
Když český cestovatel Alberto Vojtěch Frič roku 1901 navštívil oblast Rio Verde v Brazílii, vzal si s sebou indiána kmene Kainguá jménem Guzmán, který tvrdil, že umí mluvit místním jazykem kmene Xavante. Tvrdil, že se tento jazyk jmenuje kukurá a že se o něm domnívá, že se jedná o izolovaný jazyk. Roku 1932 tuto oblast navštívil Curt Nimuendajú, německo-brazilský antropolog. Zjistil, že polovina všech slov v jazyce kukurá je smyšlená a druhá polovina jsou poupravená slova z guaranštiny a navíc vůbec nebyl příbuzný s jazykem ofayé, kterým se v této oblasti mluví.

## Slovní zásoba
Čestmír Loukotka zaznamenal tato slova, která se údajně měla vyskytovat v jazyce kukurá:
- Kasti (jazyk)
- Tatahü (kámen)
- Malahan (měsíc)
- Aul (dům)